# Cotton (Staffordshire)
Cotton es una parroquia civil del distrito de Staffordshire Moorlands, en el condado de Staffordshire (Inglaterra).

## Geografía
Según la Oficina Nacional de Estadística británica, Cotton tiene una superficie de 8,33 km².

## Demografía
Según el censo de 2001, Cotton tenía 371 habitantes (49,87% varones, 50,13% mujeres) y una densidad de población de 44,54 hab/km². El 25,34% eran menores de 16 años, el 68,46% tenían entre 16 y 74, y el 6,2% eran mayores de 74. La media de edad era de 36,59 años. Del total de habitantes con 16 o más años, el 24,91% estaban solteros, el 63,54% casados, y el 11,55% divorciados o viudos.
El 99,19% de los habitantes eran originarios del Reino Unido y el 0,81% del resto de países europeos. Según su grupo étnico, el 99,2% eran blancos y el 0,8% asiáticos. El cristianismo era profesado por el 90,3%, mientras que el 5,66% no eran religiosos y el 4,04% no marcaron ninguna opción en el censo.
Había 132 hogares con residentes, 3 vacíos, y 5 eran alojamientos vacacionales o segundas residencias.